# 中基長壽科學
中基長壽科學集團有限公司，簡稱中基長壽科學（英語：Zhong Ji Longevity Science Group Limited，港交所：0767），在1992年，由新加坡SMI集團於馬來西亞砂拉越成立「马合板木业公司」。
前身為「太平洋合板控股有限公司」。當時主席為黃進益，而當時主要經營馬來西亞和中國合成木板，現時經營P2P融資平台及其他貸款中介服務、證券投資、借貸及信貸業和企業秘書及諮詢服務。
主席為黃傳福，股份在1995年11月20日於港交所主板上市。
2016年8月27日，香港上市公司華融國際金融控股有限公司旗下華融國際融資有限公司透過「HUARONG FINANCIAL SERVICES ASSET MANAGEMENT L.P」，以304,384,080港元收購該公司，收購價為0.13港元，持有55.00%股權。2018年，公司名稱由太平洋實業控股有限公司改為亞太絲路投資有限公司。2021年1月29日初，公司再由亞太絲路投資有限公司改名為中基長壽科學集團有限公司。

## 外部連結
- irasia.com/listco/hk/pphl/（页面存档备份，存于）